# Heckler & Koch Mark 23
Heckler & Koch Mark 23, Mk 23 ili MK23 je poluautomatski pištolj kojeg proizvodila njemačka tvrtka Heckler & Koch.
Iako se oznaka primjenjuje za cijeli sustav oružja, najčešće se koristi za sam pištolj. Kalibriran je za .45 ACP (u Europi poznat kao .45 Auto). Pištolj je razvio Heckler & Koch, te je odabran preko drugog pištolja Colt OHWS u SOCOM-ovom programu za jurišni pištolj. Crveni laserski ciljnik AN/PEQ-6 je od proizvođača Insight Technology, a prigušivači su od tvrtki Silencerco i Knight's Armament Company (KAC). 

## Vanjske poveznice
|  | Zajednički poslužitelj ima još gradiva o temi Heckler & Koch Mark 23 |

- Vlasnički priručnik